# Lichmera monticola
Papa-mel-de-ceram ou papa-mel-de-seram (Lichmera monticola) é uma espécie de ave da família Meliphagidae.
É endémica da Indonésia.
Os seus habitats naturais são: regiões subtropicais ou tropicais húmidas de alta altitude.